# Calliostoma bonita
Calliostoma bonita is een slakkensoort uit de familie van de Calliostomatidae. De wetenschappelijke naam van de soort is voor het eerst geldig gepubliceerd in 1933 door Strong, Hanna & Hertlein.